# Diogo Costa
Diogo Meireles Costa (Rothrist, 19 settembre 1999) è un calciatore portoghese, portiere del Porto e della nazionale portoghese, con cui ha vinto la UEFA Nations League 2024-2025.

## Biografia
Nato a Rothrist, nel Cantone Argovia, da genitori portoghesi, Costa si trasferì a Santo Tirso all'età di 7 anni. Durante la sua infanzia, giocava a calcio con suo cugino Vitor, prendendo ispirazione dall'eroe del FC Porto, Vítor Baía. I due cercavano di modellare il loro gioco sulle gesta di Baía.

## Caratteristiche tecniche
Ritenuto un talento precoce essendosi distinto tra i portieri che hanno conquistato successo nel professionismo in giovane età Dotato di riflessi reattivi, possiede slancio e un buon senso del posizionamento, inoltre è abile nelle uscite oltre a usare bene anche gambe e piedi negli interventi difensivi. Costa si muove con i giusti tempi, ed è capace di parare i rigori.

## Carriera

### Club

#### Inizi
Costa ha cominciato a giocare a calcio presso una locale accademia chiamata AMCH Ringe. Successivamente si è allenato con il Benfica, venendo inserito in una delle loro squadre affiliate a Póvoa de Lanhoso. Qui ha trascorso due anni, distinguendosi insieme al futuro compagno di squadra Vitinha. Nel 2011 è entrato nell'Accademia del FC Porto, con il consenso dei suoi genitori.

#### Porto

##### Giovanili e squadra riserve (2017-2021)
Il debutto da professionista di Costa avviene con la squadra riserve del FC Porto il 6 agosto 2017, nella sconfitta casalinga per 1-2 contro il Gil Vicente in LigaPro. Alla fine della stagione, con 31 presenze aggiuntive, ha contribuito al settimo posto in classifica e il 15 maggio ha prolungato il suo contratto fino a giugno 2022. Nel settembre dello stesso anno, è stato nominato Nuovo Arrivato dell'Anno dal club; entro la fine dell'anno, lo spagnolo Iker Casillas – all'epoca membro della prima squadra – ha elogiato Costa, ritenendolo il suo "erede".
Costa ha trionfato nella 2018–19 UEFA Youth League con il Porto, battendo il Chelsea 3-1 in finale a Nyon, in Svizzera, il 29 aprile. Poco dopo, a seguito di un attacco di cuore subito da Casillas, Vaná lo ha sostituito come portiere titolare e Costa è stato convocato in panchina per le ultime tre partite della stagione di campionato, a partire dalla vittoria per 4-0 in trasferta contro il Desportivo das Aves il 4 maggio.
Il 25 settembre 2019, Costa ha esordito in prima squadra nella partita inaugurale del girone della Taça da Liga della stagione 2019-20, mantenendo la porta inviolata nella vittoria per 1-0 in casa contro il Santa Clara. La sua prima apparizione in Primeira Liga è avvenuta il 10 novembre in una vittoria per 1-0 in trasferta contro il Boavista, in quanto il portiere titolare Agustín Marchesín era stato sospeso internamente per una violazione del regolamento. Nei mesi successivi ha collezionato altre due apparizioni fino alla fine della stagione 2019-20, durante la quale il Porto è stato incoronato campione, e ha preso parte a tutte e sette le partite della Taça de Portugal con cui il Porto ha conquistato la doppia corona.
All'inizio della stagione 2020-21, Costa ha ereditato la maglia numero 99 del Porto, divenuta famosa grazie al portiere e leggenda del club Vítor Baía. È rimasto la riserva di Marchesín, facendo un'unica apparizione in campionato, e ha esordito in Champions League il 9 dicembre 2020; ha mantenuto la porta inviolata nella vittoria per 2-0 nella fase a gironi contro l'Olympiakos.

##### Titolare e trofei (2021-)
Nel corso della stagione 2021–22, Costa è stato impiegato come portiere titolare a causa dell'infortunio di Marchesín. È stato nominato Portiere del Mese nel settembre 2021, ottenendo il 25% dei voti, mentre Odysseas Vlachodimos del Benfica ha ricevuto il 22%. Il 16 ottobre ha rinnovato il suo contratto fino al 2026, aumentando la sua clausola rescissoria da 30 milioni di euro a 60 milioni di euro. Dopo aver contribuito a una serie di sedici partite consecutive senza sconfitte in campionato, durante le quali ha mantenuto otto clean sheet, è stato eletto Portiere del Mese per quattro mesi consecutivi, da dicembre a marzo 2022.
Successivamente, ha fatto parte di altre cinque vittorie che hanno garantito al Porto un secondo doppio nazionale della Primeira Liga e della Taça de Portugal, dopo aver mantenuto una porta inviolata nella vittoria per 1-0 nel O Clássico contro i rivali del Benfica. Nonostante abbia concluso la stagione con 15 clean sheet, il secondo totale più alto dietro ad Antonio Adán dello Sporting CP, Costa è stato comunque nominato nel Team dell'Anno della Primeira Liga, precedendo entrambi.
Il 12 ottobre 2022, Costa è riuscito a fornire un assist per un gol di Galeno, poi ha parato un calcio di rigore di Kerem Demirbay, e ha mantenuto la porta inviolata nella vittoria per 3-0 in trasferta contro il Bayer Leverkusen nella fase a gironi della Champions League, diventando così il primo portiere a raggiungere tale risultato. Il 26 ottobre, Costa è riuscito a parare due rigori consecutivi di Hans Vanaken e Noa Lang, diventando così il primo portiere a respingere tre rigori consecutivi nella storia della competizione. La sua forma durante la fase a gironi della Champions League ha contribuito al passaggio del suo club agli ottavi di finale come vincitori del girone, dopo una vittoria per 2-1 contro l'Atlético Madrid il 1 novembre, accumulando 43 parate e ricevendo il premio di Uomo della Partita durante le fasi a gironi.

### Nazionale

#### Giovanili
Costa è stato titolare in tutte le partite del Portogallo nel Campionato europeo Under-17 2016. Nella finale contro la Spagna, ha parato il calcio di rigore di Manu Morlanes nella vittoria ai rigori per 5-4 dopo un pareggio per 1-1, contribuendo alla vittoria del suo team per la sesta volta nel torneo. Con la selezione under-19, ha partecipato al Campionato europeo Under-19 2017, giocando quattro delle cinque partite mentre il suo team è arrivato in finale contro l'Inghilterra. Ha rappresentato la nazionale alla Coppa del Mondo FIFA Under-20 2017, disputando tutte le partite nel quarti di finale.
Nel luglio 2018, Costa ha giocato quattro partite su cinque nel Campionato europeo Under-19 in Finlandia, contribuendo a far vincere il torneo al Portogallo per la prima volta, ma ha saltato la finale a causa di un infortunio muscolare.
In precedenza, il 25 maggio, il 18enne ha ottenuto la sua prima convocazione per la nazionale Under-21, entrando in campo come sostituto nel secondo tempo in una vittoria amichevole per 3-2 contro l'Italia. Nel marzo 2021, Costa ha giocato tutte le partite del Portogallo nel Campionato europeo Under-21 2021, dove il Portogallo è arrivato secondo, perdendo la finale per 1-0 contro la Germania.

#### Maggiore
Nell'agosto 2021 viene convocato per la prima volta in nazionale maggiore, con cui esordisce il 9 ottobre del medesimo anno nell'amichevole vinta 3-0 contro il Qatar.
Nel 2022 il ct dei lusitani Fernando Santos lo rende il portiere titolare della squadra al posto del più esperto Rui Patricio sin dagli spareggi (giocati a marzo) per le qualificazioni ai Mondiali in Qatar. Convocato per la rassegna iridata, lui viene confermato come titolare; i portoghesi vedono il proprio cammino interrompersi ai quarti contro il Marocco (1-0) anche a causa di un errore in uscita di Costa sul gol dei marocchini.
Confermato titolare anche da Roberto Martínez (succeduto a Santos dopo i Mondiali), sotto la sua gestione viene convocato per Euro 2024. Nel corso del torneo è protagonista in positivo agli ottavi consentendo ai portoghesi di eliminare la Slovenia ai calci di rigore, parando i tre tiri di Josip Iličić, Jure Balkovec e Benjamin Verbič (ottenendo una vittoria per 3-0); da segnalare nella sua prestazione una parata coi piedi su un tiro dell'attaccante avversario Benjamin Šeško al 115' sul punteggio di 0-0, oltre al fatto che è diventato il primo portiere nella storia degli europei a parare 3 rigori durante una lotteria. Il cammino del Portogallo s'interrompe ai quarti contro la Francia dopo i tiri di rigore in cui Costa questa volta non è riuscito a essere protagonista non parando nessuno dei rigori calciati dai francesi.
L'8 giugno 2025 il Portogallo gioca la finale di Nations League contro la Spagna pareggiando per 2-2 alla conclusione dei tempi supplementari, i portoghesi ai calci di rigore si impongono per 5-3, Costa contribuisce al risultato parando l'ultimo tiro degli spagnoli dal dischetto, calciato da Álvaro Morata.

## Statistiche

### Presenze e reti nei club
Statistiche aggiornate al 17 maggio 2025.
| Stagione        | Squadra         | Campionato      | Campionato | Campionato | Coppe nazionali | Coppe nazionali | Coppe nazionali | Coppe continentali | Coppe continentali | Coppe continentali | Altre coppe | Altre coppe | Altre coppe | Totale | Totale |
| Stagione        | Squadra         | Comp            | Pres       | Reti       | Comp            | Pres            | Reti            | Comp               | Pres               | Reti               | Comp        | Pres        | Reti        | Pres   | Reti   |
| --------------- | --------------- | --------------- | ---------- | ---------- | --------------- | --------------- | --------------- | ------------------ | ------------------ | ------------------ | ----------- | ----------- | ----------- | ------ | ------ |
| 2017-2018       | Porto B         | SL              | 32         | -44        | -               | -               | -               | -                  | -                  | -                  | -           | -           | -           | 32     | -44    |
| 2018-2019       | Porto B         | SL              | 17         | -19        | -               | -               | -               | -                  | -                  | -                  | -           | -           | -           | 17     | -19    |
| 2019-2020       | Porto B         | SL              | 0          | 0          | -               | -               | -               | -                  | -                  | -                  | -           | -           | -           | 0      | 0      |
| 2020-2021       | Porto B         | SL              | 2          | -4         | -               | -               | -               | -                  | -                  | -                  | -           | -           | -           | 2      | -4     |
| Totale Porto B  | Totale Porto B  | Totale Porto B  | 51         | -67        |                 | -               | -               |                    | -                  | -                  |             | -           | -           | 51     | -67    |
| 2019-2020       | Porto           | PL              | 3          | -3         | CP+CdL          | 7+5             | -3 + -4         | UCL+UEL            | 0                  | 0                  | -           | -           | -           | 15     | -10    |
| 2020-2021       | Porto           | PL              | 1          | -3         | CP+CdL          | 6+2             | -7 + -3         | UCL                | 1                  | 0                  | SP          | 0           | 0           | 10     | -13    |
| 2021-2022       | Porto           | PL              | 33         | -22        | CP+CdL          | 0               | 0               | UCL+UEL            | 6+4                | -11 + -5           | -           | -           | -           | 43     | -38    |
| 2022-2023       | Porto           | PL              | 33         | -22        | CP+CdL          | 0               | 0               | UCL                | 8                  | -8                 | SP          | 0           | 0           | 41     | -30    |
| 2023-2024       | Porto           | PL              | 33         | -25        | CP+CdL          | 3+0             | -2              | UCL                | 8                  | -9                 | SP          | 1           | -2          | 45     | -38    |
| 2024-2025       | Porto           | PL              | 32         | -27        | CP+CdL          | 0               | 0               | UEL                | 10                 | -15                | SP          | 1           | -3          | 43     | -45    |
| Totale Porto    | Totale Porto    | Totale Porto    | 135        | -102       |                 | 23              | -19             |                    | 37                 | -48                |             | 2           | -5          | 197    | -174   |
| Totale carriera | Totale carriera | Totale carriera | 186        | -169       |                 | 23              | -19             |                    | 37                 | -48                |             | 2           | -5          | 248    | -241   |

### Cronologia presenze e reti in nazionale
| Cronologia completa delle presenze e delle reti in nazionale ― Portogallo | Cronologia completa delle presenze e delle reti in nazionale ― Portogallo | Cronologia completa delle presenze e delle reti in nazionale ― Portogallo | Cronologia completa delle presenze e delle reti in nazionale ― Portogallo | Cronologia completa delle presenze e delle reti in nazionale ― Portogallo | Cronologia completa delle presenze e delle reti in nazionale ― Portogallo | Cronologia completa delle presenze e delle reti in nazionale ― Portogallo | Cronologia completa delle presenze e delle reti in nazionale ― Portogallo |
| Data                                                                      | Città                                                                     | In casa                                                                   | Risultato                                                                 | Ospiti                                                                    | Competizione                                                              | Reti                                                                      | Note                                                                      |
| ------------------------------------------------------------------------- | ------------------------------------------------------------------------- | ------------------------------------------------------------------------- | ------------------------------------------------------------------------- | ------------------------------------------------------------------------- | ------------------------------------------------------------------------- | ------------------------------------------------------------------------- | ------------------------------------------------------------------------- |
| 9-10-2021                                                                 | Faro                                                                      | Portogallo                                                                | 3 – 0                                                                     | Qatar                                                                     | Amichevole                                                                | -                                                                         |                                                                           |
| 24-3-2022                                                                 | Porto                                                                     | Portogallo                                                                | 3 – 1                                                                     | Turchia                                                                   | Qual. Mondiali 2022                                                       | -1                                                                        |                                                                           |
| 29-3-2022                                                                 | Porto                                                                     | Portogallo                                                                | 2 – 0                                                                     | Macedonia del Nord                                                        | Qual. Mondiali 2022                                                       | -                                                                         |                                                                           |
| 2-6-2022                                                                  | Siviglia                                                                  | Spagna                                                                    | 1 – 1                                                                     | Portogallo                                                                | UEFA Nations League 2022-2023 - 1º turno                                  | -1                                                                        |                                                                           |
| 9-6-2022                                                                  | Lisbona                                                                   | Portogallo                                                                | 2 – 0                                                                     | Rep. Ceca                                                                 | UEFA Nations League 2022-2023 - 1º turno                                  | -                                                                         |                                                                           |
| 24-9-2022                                                                 | Praga                                                                     | Rep. Ceca                                                                 | 0 – 4                                                                     | Portogallo                                                                | UEFA Nations League 2022-2023 - 1º turno                                  | -                                                                         |                                                                           |
| 27-9-2022                                                                 | Braga                                                                     | Portogallo                                                                | 0 – 1                                                                     | Spagna                                                                    | UEFA Nations League 2022-2023 - 1º turno                                  | -1                                                                        |                                                                           |
| 24-11-2022                                                                | Doha                                                                      | Portogallo                                                                | 3 – 2                                                                     | Ghana                                                                     | Mondiali 2022 - 1º turno                                                  | -2                                                                        |                                                                           |
| 28-11-2022                                                                | Lusail                                                                    | Portogallo                                                                | 2 – 0                                                                     | Uruguay                                                                   | Mondiali 2022 - 1º turno                                                  | -                                                                         |                                                                           |
| 2-12-2022                                                                 | Al Rayyan                                                                 | Corea del Sud                                                             | 2 – 1                                                                     | Portogallo                                                                | Mondiali 2022 - 1º turno                                                  | -2                                                                        |                                                                           |
| 6-12-2022                                                                 | Lusail                                                                    | Portogallo                                                                | 6 – 1                                                                     | Svizzera                                                                  | Mondiali 2022 - Ottavi di finale                                          | -1                                                                        |                                                                           |
| 10-12-2022                                                                | Doha                                                                      | Marocco                                                                   | 1 – 0                                                                     | Portogallo                                                                | Mondiali 2022 - Quarti di finale                                          | -1                                                                        |                                                                           |
| 17-6-2023                                                                 | Lisbona                                                                   | Portogallo                                                                | 3 – 0                                                                     | Bosnia ed Erzegovina                                                      | Qual. Euro 2024                                                           | -                                                                         |                                                                           |
| 20-6-2023                                                                 | Reykjavík                                                                 | Islanda                                                                   | 0 – 1                                                                     | Portogallo                                                                | Qual. Euro 2024                                                           | -                                                                         |                                                                           |
| 8-9-2023                                                                  | Bratislava                                                                | Slovacchia                                                                | 0 – 1                                                                     | Portogallo                                                                | Qual. Euro 2024                                                           | -                                                                         |                                                                           |
| 11-9-2023                                                                 | Faro                                                                      | Portogallo                                                                | 9 – 0                                                                     | Lussemburgo                                                               | Qual. Euro 2024                                                           | -                                                                         |                                                                           |
| 13-10-2023                                                                | Porto                                                                     | Portogallo                                                                | 3 – 2                                                                     | Slovacchia                                                                | Qual. Euro 2024                                                           | -2                                                                        |                                                                           |
| 16-10-2023                                                                | Zenica                                                                    | Bosnia ed Erzegovina                                                      | 0 – 5                                                                     | Portogallo                                                                | Qual. Euro 2024                                                           | -                                                                         |                                                                           |
| 19-11-2023                                                                | Lisbona                                                                   | Portogallo                                                                | 2 – 0                                                                     | Islanda                                                                   | Qual. Euro 2024                                                           | -                                                                         |                                                                           |
| 26-3-2024                                                                 | Lubiana                                                                   | Slovenia                                                                  | 2 – 0                                                                     | Portogallo                                                                | Amichevole                                                                | -2                                                                        |                                                                           |
| 8-6-2024                                                                  | Oeiras                                                                    | Portogallo                                                                | 1 – 2                                                                     | Croazia                                                                   | Amichevole                                                                | -2                                                                        |                                                                           |
| 11-6-2024                                                                 | Aveiro                                                                    | Portogallo                                                                | 3 – 0                                                                     | Irlanda                                                                   | Amichevole                                                                | -                                                                         |                                                                           |
| 18-6-2024                                                                 | Lipsia                                                                    | Portogallo                                                                | 2 – 1                                                                     | Rep. Ceca                                                                 | Euro 2024 - 1º turno                                                      | -1                                                                        |                                                                           |
| 22-6-2024                                                                 | Dortmund                                                                  | Turchia                                                                   | 0 – 3                                                                     | Portogallo                                                                | Euro 2024 - 1º turno                                                      | -                                                                         |                                                                           |
| 26-6-2024                                                                 | Gelsenkirchen                                                             | Georgia                                                                   | 2 – 0                                                                     | Portogallo                                                                | Euro 2024 - 1º turno                                                      | -2                                                                        |                                                                           |
| 1-7-2024                                                                  | Francoforte sul Meno                                                      | Portogallo                                                                | 0 – 0 dts (3 – 0 dtr)                                                     | Slovenia                                                                  | Euro 2024 - Ottavi di finale                                              | -                                                                         |                                                                           |
| 5-7-2024                                                                  | Amburgo                                                                   | Portogallo                                                                | 0 – 0 dts (3 – 5 dtr)                                                     | Francia                                                                   | Euro 2024 - Quarti di finale                                              | -                                                                         |                                                                           |
| 5-9-2024                                                                  | Lisbona                                                                   | Portogallo                                                                | 2 – 1                                                                     | Croazia                                                                   | UEFA Nations League 2024-2025 - 1º turno                                  | -1                                                                        |                                                                           |
| 8-9-2024                                                                  | Lisbona                                                                   | Portogallo                                                                | 2 – 1                                                                     | Scozia                                                                    | UEFA Nations League 2024-2025 - 1º turno                                  | -1                                                                        |                                                                           |
| 12-10-2024                                                                | Varsavia                                                                  | Polonia                                                                   | 1 – 3                                                                     | Portogallo                                                                | UEFA Nations League 2024-2025 - 1º turno                                  | -1                                                                        |                                                                           |
| 15-10-2024                                                                | Glasgow                                                                   | Scozia                                                                    | 0 – 0                                                                     | Portogallo                                                                | UEFA Nations League 2024-2025 - 1º turno                                  | -                                                                         |                                                                           |
| 15-11-2024                                                                | Porto                                                                     | Portogallo                                                                | 5 – 1                                                                     | Polonia                                                                   | UEFA Nations League 2024-2025 - 1º turno                                  | -1                                                                        |                                                                           |
| 20-3-2025                                                                 | Copenaghen                                                                | Danimarca                                                                 | 1 – 0                                                                     | Portogallo                                                                | UEFA Nations League 2024-2025 - Quarti di finale                          | -1                                                                        |                                                                           |
| 23-3-2025                                                                 | Lisbona                                                                   | Portogallo                                                                | 5 – 2 dts                                                                 | Danimarca                                                                 | UEFA Nations League 2024-2025 - Quarti di finale                          | -2                                                                        |                                                                           |
| 4-6-2025                                                                  | Monaco di Baviera                                                         | Germania                                                                  | 1 – 2                                                                     | Portogallo                                                                | UEFA Nations League 2024-2025 - Semifinale                                | -1                                                                        |                                                                           |
| 8-6-2025                                                                  | Monaco di Baviera                                                         | Portogallo                                                                | 2 – 2 dts (5 – 3 dtr)                                                     | Spagna                                                                    | UEFA Nations League 2024-2025 - Finale                                    | -2                                                                        |                                                                           |
| Totale                                                                    |                                                                           | Presenze                                                                  | 36                                                                        |                                                                           | Reti                                                                      | -28                                                                       |                                                                           |

## Palmarès

### Club

#### Competizioni giovanili
- UEFA Youth League: 1

Porto: 2018-2019

#### Competizioni nazionali
- Campionato portoghese: 2

Porto: 2019-2020, 2021-2022
- Coppa del Portogallo: 4

Porto: 2019-2020, 2021-2022, 2022-2023, 2023-2024
- Supercoppa di Portogallo: 2

Porto: 2020, 2024
- Coppa di Lega portoghese: 1

Porto: 2022-2023

### Nazionale

#### Competizioni giovanili
- Campionato d'Europa Under-17: 1

2016

#### Competizioni maggiori
- UEFA Nations League: 1

2024-2025